# Trichaspis pilosula
Trichaspis pilosula es una especie de insecto coleóptero de la familia Chrysomelidae.
Fue descrita científicamente en 1862 por Boheman.